# Krzysztof Zanussi
Krzysztof Pius Zanussi (Varsó, 1939. június 17. –) lengyel filmrendező, forgatókönyvíró, producer.

## Élete
Mielőtt első amatőr filmjeit elkészítette volna, fizikát tanult a Varsói Egyetemen, majd filozófiát a krakkói Jagelló Egyetemen, s részt vett a Lengyel Tudományos Akadémia filmelméleti kurzusain is, így kezdett a filmezéshez. Az 1960-as évek közepétől készített dokumentum- és játékfilmeket. A számos fesztiváldíjjal elismert rendező több egyetemen tanít, és producerként támogatja a fiatal filmeseket is. A magyar Groó Diana Csoda Krakkóban (2004) című alkotásánál is segédkezett.
A Mérleg, a Spirál, a Konstans, A nyugodt Nap éve alkotója az új évezredben is folyamatosan dolgozik. A Fekete nap című, 2007-ben készült filmje megtörtént eseten alapul, a jó és a rossz, az ártatlanság és a bűn kérdését vizsgálja hűvös tárgyilagossággal. A női főszerepet Valeria Golino alakítja.
Krzysztof Zanussi nagyapja olasz vasúti mérnök volt. A Trieszt–Bécs–Prága–Varsó vasútvonal építése során került Lengyelországba. A család olaszországi ága a Zanussi hűtőgépgyárukról vált ismertté.

## Filmjei
- A szívem érted dobog (2008) (rendező, forgatókönyvíró)
- Fekete nap (2007) (rendező, forgatókönyvíró)
- Persona non grata (2005) (rendező, forgatókönyvíró)
- Csoda Krakkóban (2004) (producer)
- Függelék (2002) (rendező, forgatókönyvíró, producer)
- Az élet, mint nemi úton terjedő halálos betegség (2000) (rendező, forgatókönyvíró)
- Rejtett kincsek (2000) (rendező, forgatókönyvíró)
- Egyenes adás (1997) (rendező, forgatókönyvíró)
- Utolsó kör (1997) (rendező, forgatókönyvíró)
- A mi Urunk testvére (1996) (rendező, forgatókönyvíró, producer)
- Vágta (1996) (rendező)
- Csendes érintés (1992) (rendező)
- Bárhol vagy, ha vagy... (1988) (rendező, forgatókönyvíró)
- Kis mágus (1987) (producer)
- A nyugodt Nap éve (1984) (rendező, forgatókönyvíró)
- Egy távoli országból – II. János Pál pápa (1981) (rendező, forgatókönyvíró)
- Konstans (1980) (rendező, forgatókönyvíró)
- Spirál (1978) (rendező, forgatókönyvíró)
- Védőszínek (1977) (rendező, forgatókönyvíró)
- Mérleg (1975) (rendező, forgatókönyvíró)
- Illumináció (1973) (rendező, forgatókönyvíró)
- Ritka látogató (1971) (rendező, forgatókönyvíró)
- Közjáték (1969) (rendező, forgatókönyvíró)

## Kötetei magyarul
- Filmmontázs az amatőr filmezésben; ford. Krasznói András; NPI, Bp., 1978 (Filmamatőrök kiskönyvtára)
- Védőszínek. Filmnovellák; ford. Gimes Romána, Havrilla Mária, utószó Pörös Géza; Európa, Bp., 1994